# Anamoose
Anamoose es una ciudad ubicada en el condado de McHenry en el estado estadounidense de Dakota del Norte. En el censo de 2010 tenía una población de 227 habitantes y una densidad poblacional de 140,91 personas por km².

## Geografía
Anamoose se encuentra ubicada en las coordenadas 47°52′59″N 100°14′32″O / 47.88306, -100.24222. Según la Oficina del Censo de los Estados Unidos, Anamoose tiene una superficie total de 1.61 km², de la cual 1,59 km² corresponden a tierra firme y (1,29 %) 0,02 km² es agua.

## Demografía
Según el censo de 2010, había 227 personas residiendo en Anamoose. La densidad de población era de 140,91 hab./km². De los 227 habitantes, Anamoose estaba compuesto por el 99,56 % blancos, el 0,44 % eran amerindios. Del total de la población el 0 % eran hispanos o latinos de cualquier raza.